# 13. krajiška brigada (NOVJ)
Za druge 13. brigade glejte 13. brigada.
13. krajiška brigada je bila brigada v sestavi Narodnoosvobodilne vojske in partizanskih odredov Jugoslavije in ki je delovala med drugo svetovno vojno na področju Kraljevine Jugoslavije.

## Organizacija
- štab
- x bataljon